# Třída C (1943)
Třída C byla třída torpédoborců postavených pro Royal Navy v období druhé světové války. Postaveno jich bylo celkem 32 jednotek, rozdělených do podtříd Ca, Ch, Co a Cr. Zahraničními uživateli třídy byly Norsko, Kanada a Pákistán. Torpédoborec HMS Cavalier (R73) se dochoval dodnes jako muzejní loď.

## Pozadí vzniku
Postaveno bylo celkem 32 jednotek, rozdělených do čtyř podtříd po osmi kusech. Před koncem druhé světové války byly dokončeny pouze jednotky třídy Ca. Plavidla v každé skupině nesla jména začínající písmeny Ca, Ch, Co a Cr. Torpédoborce třídy Ca do služby vstupovaly v letech 1944–1945. Konstrukčně vycházely z třídy W, ovšem se zlepšeným systémem řízení palby a 114mm kanóny. Podskupiny Ch, Co a Cr nesly polovinu torpédometů. Třída Ch byla dokončena v letech 1945–1946 a třídy Co a Cr v letech 1945–1947.
Jednotky třídy C:
| Jméno                          | Loděnice                | Založení kýlu | Spuštění na vodu   | Přijetí do služby | Status                                                                               |
| ------------------------------ | ----------------------- | ------------- | ------------------ | ----------------- | ------------------------------------------------------------------------------------ |
| Cavendish (R15, ex Sibyl)      | John Brown, Clydebank   | 1943          | 12. dubna 1944     | březen 1945       | Vůdčí loď. Do šrotu 1967.                                                            |
| Caesar (R07, ex Ranger)        | John Brown, Clydebank   | 1942          | 14. února 1944     | říjen 1944        | Do šrotu 1967.                                                                       |
| Cambrian (R85, ex Spitfire)    | Scotts, Greenock        | 1942          | 10. prosince 1943  | červenec 1944     | Do šrotu 1971.                                                                       |
| Caprice (R01, ex Swallow)      | Yarrow, Scotstoun       | 1942          | 16. září 1943      | duben 1944        | Do šrotu 1979.                                                                       |
| Carron (R30, ex Strenuous)     | Scotts, Greenock        | 1942          | 28. března 1944    | listopad 1944     | Od roku 1960 hulk, do šrotu 1967.                                                    |
| Carysfort (R25, ex Pique)      | White, Cowes            | 1943          | 25. července 1944  | únor 1945         | Do šrotu 1970.                                                                       |
| Cassandra (R62, ex Tourmaline) | Yarrow, Scotstoun       | 1943          | 29. listopadu 1943 | červenec 1944     | Do šrotu 1967.                                                                       |
| Cavalier (R73, ex Pellew)      | White, Cowes            | 1943          | 7. dubna 1944      | listopad 1944     | Od roku 1977 muzejní loď.                                                            |
| Chaplet (R52)                  | Thornycroft, Woolston   | 1943          | 18. července 1944  | srpen 1945        | Do šrotu 1965.                                                                       |
| Charity (R29)                  | Thornycroft, Woolston   | 1943          | 30. listopadu 1944 | listopad 1945     | Od prosince 1958 provozován pákistánským námořnictvem jako Shah Jehan. Vyřazen 1982. |
| Chequers (R61, ex Champion)    | Scotts, Greenock        | 1943          | 30. října 1944     | září 1945         | Do šrotu 1966.                                                                       |
| Cheviot (R90)                  | A. Stephens, Linthouse  | 1943          | 2. května 1944     | prosinec 1945     | Do šrotu 1962.                                                                       |
| Chevron (R51)                  | A. Stephens, Linthouse  | 1943          | 23. února 1944     | srpen 1945        | Do šrotu 1969.                                                                       |
| Chieftain (R36)                | Scotts, Greenock        | 1943          | 26. února 1945     | březen 1946       | Do šrotu 1961.                                                                       |
| Childers (R91)                 | Denny, Dumbarton        | 1943          | 27. února 1945     | prosinec 1945     | Do šrotu 1963.                                                                       |
| Chivalrous (R21)               | Denny, Dumbarton        | 1943          | 22. června 1945    | květen 1946       | Od června 1954 provozován pákistánským námořnictvem jako Taimur. Vrácen 1960.        |
| Cockade (R34)                  | Yarrow, Scotstoun       | 1943          | 7. března 1944     | září 1945         | Do šrotu 1964.                                                                       |
| Comet (R26)                    | Yarrow, Scotstoun       | 1943          | 22. června 1944    | červen 1946       | Do šrotu 1962.                                                                       |
| Comus (R43)                    | Thornycroft, Woolston   | 1943          | 14. března 1945    | červenec 1946     | Do šrotu 1958.                                                                       |
| Concord (R63, ex Corso)        | Thornycroft, Woolston   | 1943          | 14. května 1945    | prosinec 1946     | Do šrotu 1962.                                                                       |
| Consort (R76)                  | A. Stephens, Linthouse  | 1943          | 19. října 1944     | březen 1946       | Do šrotu 1961.                                                                       |
| Constance (R71)                | Vickers-Armstrong, Tyne | 1943          | 22. srpna 1944     | prosinec 1945     | Do šrotu 1956.                                                                       |
| Contest (R12)                  | White, Cowes            | 1943          | 16. prosince 1944  | listopad 1945     | Do šrotu 1960.                                                                       |
| Cossack (R57)                  | Vickers-Armstrong, Tyne | 1943          | 10. května 1944    | září 1945         | Do šrotu 1961.                                                                       |
| Creole (R82)                   | White, Cowes            | 1944          | 22. listopadu 1945 | říjen 1946        | Od června 1958 provozován pákistánským námořnictvem jako Alamgir. Vyřazen 1982.      |
| Crescent (R16)                 | John Brown, Clydebank   | 1943          | 20. července 1944  | září 1945         | Dokončen jako kanadský. Roku 1956 přestavěn na fregatu typu 15 Rapid. Do šrotu 1971. |
| Crispin (R68, ex Craccher)     | White, Cowes            | 1944          | 23. června 1945    | červenec 1946     | Od března 1958 provozován pákistánským námořnictvem jako Jahangir. Vyřazen 1982.     |
| Cromwell (R35, ex Cretan)      | Scotts, Greenock        | 1943          | 6. srpna 1945      | září 1946         | Před dokončením předán norskému námořnictvu jako Bergen. Vyřazen 1967.               |
| Crown (R46)                    | Scotts, Greenock        | 1944          | 19. prosince 1945  | duben 1947        | Před dokončením předán norskému námořnictvu jako Oslo. Vyřazen 1966.                 |
| Croziers (R27)                 | Yarrow, Scotstoun       | 1943          | 19. září 1944      | listopad 1945     | Před dokončením předán norskému námořnictvu jako Trondheim. Vyřazen 1967.            |
| Crusader (R20)                 | John Brown, Clydebank   | 1943          | 5. října 1944      | listopad 1945     | Dokončen jako kanadský. Do šrotu 1965.                                               |
| Crystal (R38)                  | Yarrow, Scotstoun       | 1944          | 12. února 1945     | únor 1946         | Před dokončením předán norskému námořnictvu jako Stavanger. Vyřazen 1967.            |

## Konstrukce

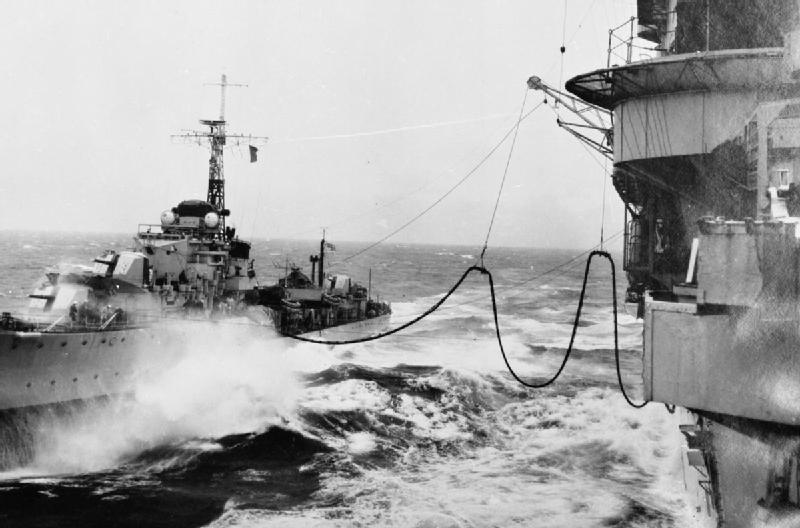
HMS Cossack během nasazení v korejské válce

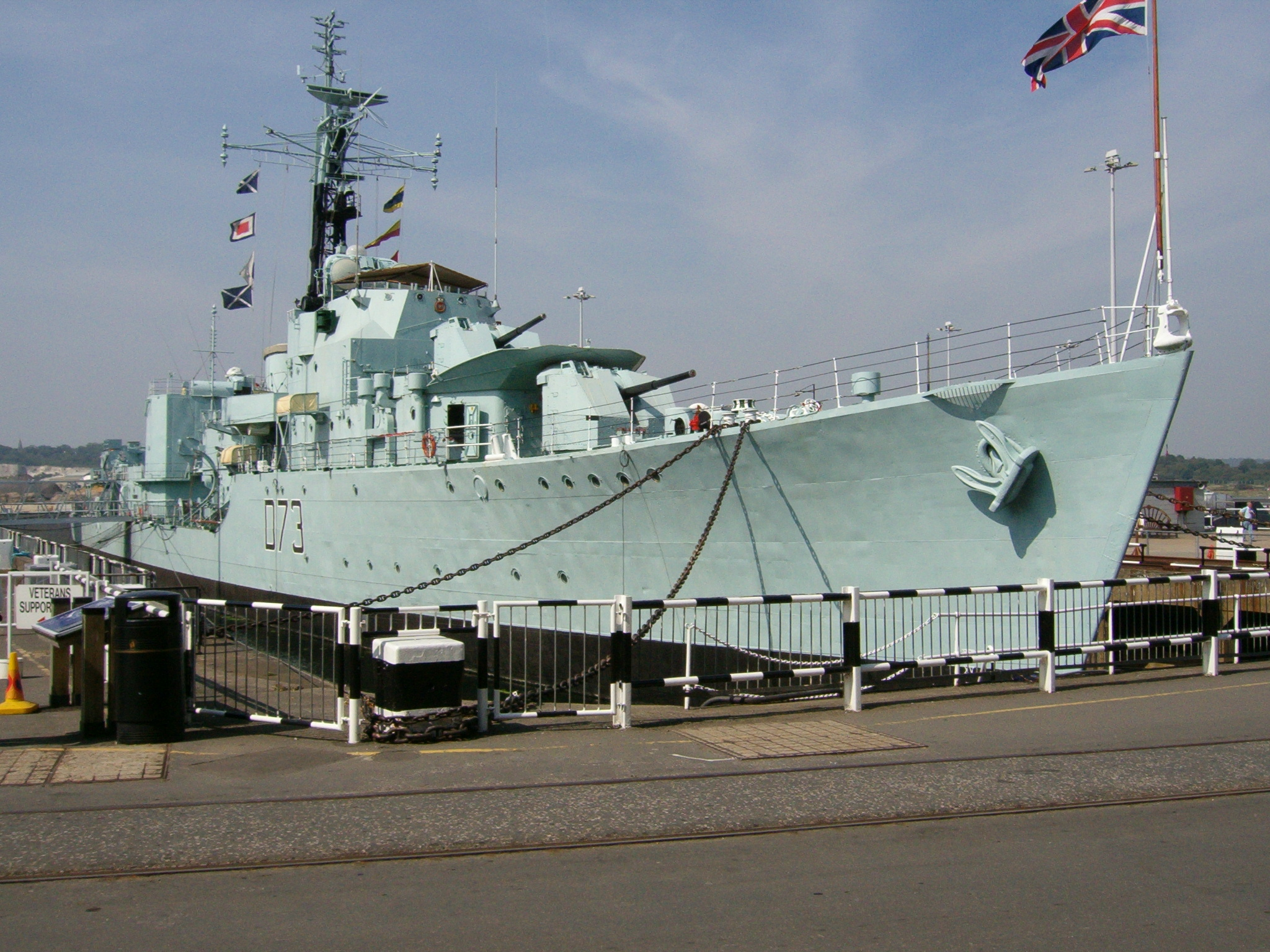
HMS Cavalier je jedinou dochovanou lodí své třídy

Torpédoborce třídy Ca po dokončení nesly čtyři dvouúčelové 114mm/45 kanóny QF Mk.IV, umístěné v jednodělových věžích. Protiletadlovou výzbroj tvořily dva 40mm kanóny Pom-pom. Nesly též dva čtyřhlavňové 533mm torpédomety. K napadání ponorek sloužily dvě skluzavky a čtyři vrhače pro svrhávání hlubinných pum. Pohonný systém tvořily dva tříbubnové kotle Admiralty a dvě sady parních turbín o výkonu 40 000 shp, pohánějící dva lodní šrouby. Nejvyšší rychlost dosahovala 36,75 uzlu.

### Modifikace
Výzbroj jednotlivých lodí se lišila především složením 40mm a 20mm kanónů. Podtřídy Ch, Co a Cr se lišily instalací jen jednoho čtyřhlavňového 533mm torpédometu.
Kanadský torpédoborec Crescent byl roku 1956 přestavěn na fregatu typu 15 Rapid.

## Zahraniční uživatelé
Kanada

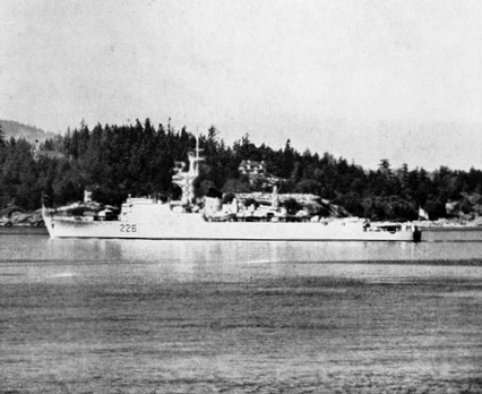
Kanadský torpédoborec HMCS Crescent po přestavbě na protiponorkovou fregatu

Kanadské námořnictvo získalo v letech 1945–1946 nedokončené torpédoborce Crescent a Crusader. V 50. letech byl Crescent modernizován na protiponorkovou fregatu typu 15 Rapid.
 Norsko
Norské královské námořnictvo v roce 1946 získalo rozestavěné torpédoborce Bergen (ex Cromwell), Oslo (ex Crown), Trondheim (ex Croziers) a Stavanger (ex Crystal). Vyřazeny do roku 1967.
 Pákistán
Pákistánské námořnictvo zakoupilo celkem čtyři jednotky této třídy: Taimur (ex Chivalrous) v roce 1954, Alamgir (ex Creole) v roce 1956, Shah Jehan (ex Charity) v roce 1957 a Jahangir (ex Crispin) v roce 1958. Zatímco Taimur byl roku 1960 vrácen, ostatní torpédoborce byly vyřazeny roku 1982.